# Ratolí de bola

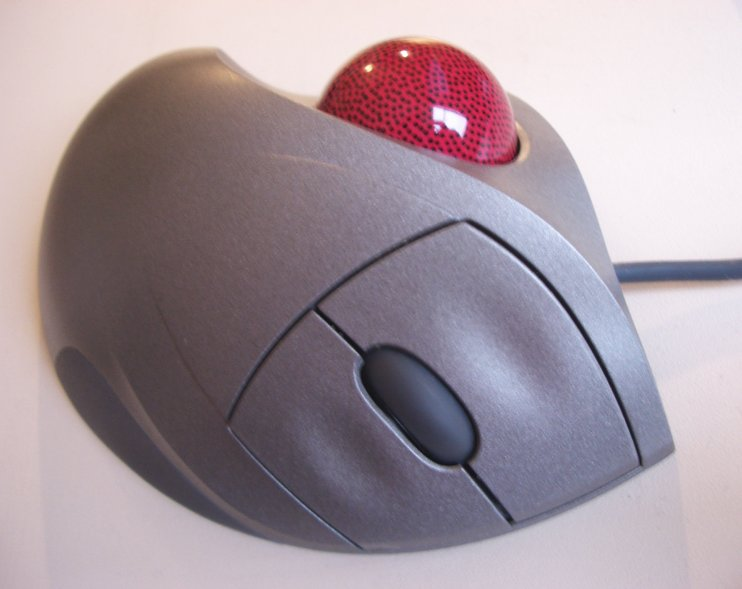
Logitech TrackMan

Un ratolí de bola, també conegut amb la paraula anglesa trackball és un dispositiu apuntador compost per una bola incrustada en un receptacle que conté sensors que detecten la rotació de la bola en dos eixos com si fos un ratolí cap per avall, però amb la bola sobreeixint més. L'usuari fa girar la bola amb el polze, els dits, o la palma de la mà per a moure el cursor. Són comuns en les estacions de treball CAD per la seua facilitat d'ús, i amb anterioritat a l'adveniment del touchpad, en els ordinadors portàtils, ja que pot no existir lloc en què utilitzar un ratolí. Alguns s'ajusten al lateral del teclat, i tenen botons integrats amb les mateixes funcions que els botons dels ratolins. A vegades es poden veure trackballs en les estacions de treball computeritzades de propòsit específic, com les consoles de radar de les sales de control de trànsit aeri, o el sonar d'un vaixell o un submarí. Les instal·lacions modernes d'aqueixos equips poden usar ratolins en el seu lloc, ja que la majoria de la gent ja sap com utilitzar-los. No obstant això, els radars mòbils antiaeris, i els sonars de submarins tendeixen a continuar utilitzant trackballs, ja que poden fabricar-se de forma més duradora, i són millors per a un ús ràpid en cas d'emergència.
Els ratolins de bola van tenir un ús limitat per a alguns videojocs, particularment els primers jocs electrònics. Un dels jocs més famosos que n'utilitzava era Centipede. Football, d'Atari, va ser el primer joc a utilitzar un ratolí de bola, i va ser llançat el 1978 com a màquina recreativa. En consoles, en canvi, són prou inusuals. L'Apple Pippin (Bandai Atmark), una videoconsola japonesa, disposava d'un ratolí de bola de forma estàndard al seu gamepad, i la Atari 2600 en tenia un com perifèric, però la palanca de control n'era el control estàndard. Avui en dia, els ratolins de bola s'utilitzen sovint en màquines de golf per a simular els colps dels pals.
Els ratolins de bola són el dispositiu d'ordes i apuntat d'alguns terminals d'accés públic a Internet. A diferència d'un ratolí, és fàcil muntar un trackball en la consola - i tampoc pot ser arrancat. Dos exemples són les consoles de navegació per Internet disponibles en alguns locals de McDonalds en el Regne Unit, i les cabines telefòniques d'accés a Internet de banda ampla de British Telecom.

## Altres aplicacions
Els ratolins de bola o trackballs són emprats freqüentment en estacions de treball de disseny assistit per ordinador per la seva versatilitat i facilitat d'ús. També són comuns en sales de control de trànsit aeri com a part de les consoles de radar o fins i tot en el sonar d'un submarí o un vaixell. Tot i que avui dia es puguin utilitzar ratolins òptics, en aquests casos esmentats s'acostuma a utilitzar trackballs per la seva durabilitat.